# 趙季平
趙 季平（ちょう きへい、簡体字中国語: 赵季平, 1945年8月 - ）は 河北省束鹿県生まれの作曲家。主に、映画やテレビドラマの作曲で有名。

## 経歴
父は画家の趙望雲。1970年に西安音楽学院卒業。12歳で中央音楽学院付属中学に入学し、その後15歳で同音楽院の作曲科に入学する。卒業後は西安戯曲研究院に就職する。文化大革命が終了すると中央音楽学院に進んで学ぶ。1984年撮影の『黄色い大地』、1987年の『紅いコーリャン』の音楽を担当して名前を知られるようになる。
1985年より西安戯曲研究院の副院長となる。1991年には陝西省歌舞劇院の院長となり、中国音楽家協会副主席、陝西省文学芸術連合会副主席、陝西省音楽家協会副主席、陝西省映画音楽学会会長を兼任。さらに第8期陝西省人民代表大会代表、第15期中国共産党大会代表、第10期陝西省政治協商委員などを務めた。2004年には陝西省文学芸術連合会主席に選ばれている。

## 作品

### 映画音楽
- 黄色い大地（黄土地）
- 紅いコーリャン（紅高梁）
- 菊豆（チュイトウ）（菊豆）
- 紅夢（大紅燈籠高高掛）
- ファイブ・ガールズ・アンド・ア・ロープ（五個女子和一根縄子）
- 大閲兵（大閲兵）
- 秋菊の物語（秋菊打官司）
- さらば、わが愛/覇王別姫（覇王別姫）
- 活きる（活着）
- 花の影（風月）
- 變臉 この櫂に手をそえて（變臉）
- 異聞 始皇帝謀殺（秦頌）
- 始皇帝暗殺（荊軻刺秦王）
- きれいなおかあさん（漂亮媽媽）
- 戦場に咲く花（葵花劫）
- 花の生涯〜梅蘭芳〜（梅蘭芳）
- 孔子の教え（孔子）

### ドラマ音楽
- 水滸伝〜永遠なる梁山泊
- 笑傲江湖
- 天龍八部
- 大秦帝国
- 三国志 Three Kingdoms

### 管弦楽
- 交響曲第1番
- 琵琶協奏曲「祝福」
- 管楽器と管弦楽のための「シルクロード幻想曲」